# Franz Ledwinka
Franz Ledwinka (Vienne, 27 mai 1883 – Salzbourg, 21 mai 1972) est un compositeur, pianiste et pédagogue de la musique autrichien.

## Biographie
Franz Ledwinka étudie à l'Académie de musique de Vienne. Entre 1907 et 1949, il est professeur au Mozarteum de Salzbourg, dont il est le directeur de 1915 à 1917. Parmi ses plus éminents élèves il y a Herbert von Karajan, Otmar Suitner et Ilse von Alpenheim. Le Mozarteum lui rend hommage en tant que membre d'honneur.
Son œuvre de compositeur comprend près de 200 œuvres de tous les genres : musique d'église, œuvres dramatiques, pour orchestre et musique de chambre, quatre cycles de lieder et de plus de 150 lieder.
La ville de Salzbourg entretient sa sépulture en tant que monument au Salzburger Kommunalfriedhof.